# Città sotterranea di Camerano

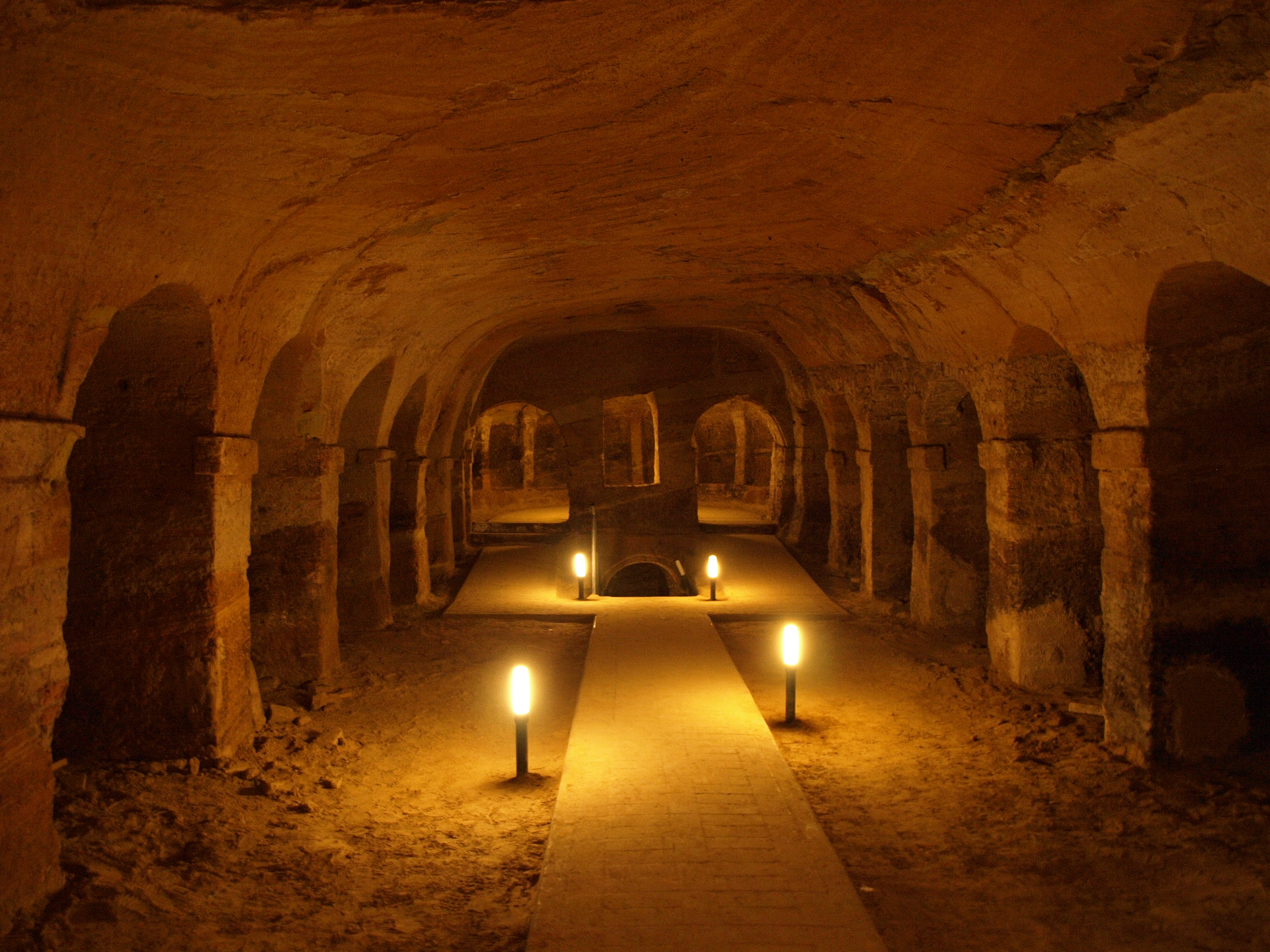
Chiesa all'interno della città sotterranea

Le grotte di Camerano (anche dette "città sotterranea di Camerano") sono un complesso ipogeo di notevole estensione, che si sviluppa al di sotto del centro storico del paese di Camerano, nelle Marche.
Il complesso ipogeo ha origine totalmente artificiale, da cui la denominazione di "città" è preferibile a quella di "grotta", più ambiguo.
Non si conosce la precisa estensione dell'ipogeo, in quanto non è stato completamente censita. Si estende grosso modo sotto l'intero centro storico, anche al di fuori dei confini dell'antica città fortificata. Inoltre esistono altri ipogei nel territorio di Camerano, collocati però fuori dal centro abitato. Questi ulteriori tunnel, chiamati popolarmente "buchi del diavolo" sarebbero i resti di un antico acquedotto sotterraneo che percorre le pendici del monte Conero.
Questo ipogeo presenta elementi di somiglianza con altri ipogei, come quelli di Osimo ed Orvieto.

## Storia
Non esistono documenti storici attestanti l'origine storica delle grotte. Le uniche fonti che le citano, le annoverano come manufatti già completi e di lunga età. La data più antica leggibile all'interno dell'ipogeo è 1327, tuttavia non va presa assolutamente come data di fondazione.
Dall'analisi comparativa con altre realtà ipogee, e dalla tecnica costruttiva, si può dedurre che l'ipogeo cameranese abbia remote origini persino in epoca protostorica o preistorica.
In un primo periodo, l'ipogeo deve essere stato poco esteso, e le sue funzioni principalmente idriche, l'estrazione di pietra arenaria a scopi edilizi e sepolcrale.
In seguito, l'ipogeo è stato soggetto ad un continuo riutilizzo, con conseguente espansione e modifica,  tanto che oggi è difficile riconoscere i diversi interventi.
Al di là di alcune zone dove è ancora possibile vedere lo sfruttamento come cava di pietra, con le tracce di alcune pietre di lavorazione incompleta, oggi gran parte dell'ipogeo consiste di corridoi ben rifiniti e sale decorate.
Di particolare interesse sono le tre rotonde, luoghi chiaramente pensati per riunioni. Di difficile interpretazione è invece la sala detta Burchiani, dalla pianta ad Ankh.
Nel XVIII e XIX secolo le famiglie nobili si interessarono nuovamente a questi ipogei utilizzandoli come luoghi rituali e di riunione, ridecorandole con nuovi motivi e temi. Solo verso la fine del XIX secolo viene stesa dalla famiglia Mancinforte una prima mappatura, che però comprende una minima parte della città sotterranea, quella sottostante il palazzo della famiglia stessa.
La prima presa di coscienza a livello collettivo della vastità dell'ipogeo avviene nel luglio del 1944, quando viene utilizzato come rifugio dai bombardamenti di superficie nel corso della seconda guerra mondiale. L'intera popolazione di Camerano, stimata attorno alle 2000 persone, si è rifugiata nell'ipogeo per un periodo di 18 giorni.